# Hochjoch Ferner
Hochjoch Ferner är en glaciär i Österrike. Den ligger i den västra delen av landet, 500 km väster om huvudstaden Wien. Hochjoch Ferner ligger 2 779 meter över havet.
Terrängen runt Hochjoch Ferner är bergig söderut, men norrut är den kuperad. Runt Hochjoch Ferner är det mycket glesbefolkat, med 6 invånare per kvadratkilometer.. Närmaste större samhälle är Obergurgl, 18,9 km nordost om Hochjoch Ferner. 
Trakten runt Hochjoch Ferner består i huvudsak av gräsmarker.